# Noëlle de Leiris
Pour les articles homonymes, voir Leiris.
Ne doit pas être confondu avec Noëlle Leiris.
Noëlle de Leiris (1910-1993) est une enseignante française de physique.

## Biographie
Fille de Paul de Leiris, directeur de l'Enregistrement à Dijon et botaniste à ses heures, et issue par sa mère d'une famille d'industriels alsaciens fixée à Troyes, Hélène Marie Noëlle de Leiris naît à Paris le 25 décembre 1910 à Paris. Ayant une sœur et deux frères (Paul, magistrat, et Henri, futur ingénieur général du génie maritime), elle passe son adolescence à Bourg-en-Bresse, où elle manifeste un « caractère difficile ». À Dijon, elle fréquente le lycée de jeunes filles puis rejoint celui de garçons en mathématiques élémentaires. Elle rejoint ensuite les classes préparatoires du même établissement.
En 1931, elle est reçue au concours d'entrée à l'École normale supérieure. Elle est l'une des 41 élèves féminines de l'établissement, avant que le concours ne soit interdit aux femmes en 1940. Mais, atteinte en 2e année d'une pleurésie, elle doit interrompre sa scolarité pendant plusieurs mois et redoubler dans la promotion 1932. L'année suivante, elle fait son mémoire de diplômes d'études supérieures en physique au sujet du moteur Diesel, sous la direction d'Henri Béghin, qui illustre « ses capacités d'expérimentatrice ». En 1936, elle réussit l'agrégation de physique au second rang, étant la seule femme de sa promotion.
Elle commence alors une carrière de professeur au lycée. Elle fait ses débuts à Metz puis est mutée à Nîmes durant la Seconde Guerre mondiale. Après la Libération, elle est affectée au lycée Molière pendant deux ans, puis au lycée Fénelon une seule année. En 1943, elle passe au lycée La Bruyère, puis en 1946 au lycée Hélène-Boucher en sciences expérimentales. En 1954, de retour à Fénelon, elle se voit confier une classe de mathématiques supérieures, puis de mathématiques spéciales au lycée Jules-Ferry (1955), enfin une chaire spéciale au lycée Janson-de-Sailly (1958) — où elle reste jusqu'en 1971. Elle donne en parallèle des cours particuliers de façon entièrement bénévole.
En 1971, elle obtient une retraite anticipée pour se consacrer à sa mère, devenue veuve, avec qui elle s'installe. Beaucoup de ses élèves restent cependant en relation avec elle.
Elle s'occupe alors de l'instruction de ses neveux. Pianiste, elle pratique par ailleurs régulièrement la gymnastique, ainsi qu'un temps la marche à pied.
En 1973, sa mère morte, elle vend sa voiture et entame une série de voyages en Grèce, en Syrie, en Albanie, ainsi qu'à Florence ou Dubrovnik. Elle maintient des liens avec sa promotion de l'ENS et participe à chacun des pots annuels. Volontaire au Club des retraités de l'Éducation nationale, elle visite d'anciens collègues âgés ou malades, auxquels elle apporte des livres.
Au début de 1993, elle se découvre un cancer, qui se serait selon les médecins déclaré dix ans auparavant ; elle meurt à Issy-les-Moulineaux le 6 mars de la même année, après deux mois d'hospitalisation. Ses cendres sont dispersées au cimetière du Père-Lachaise.

## Décoration
- Officier des Palmes académiques (1964)[3].